# 95853 Jamescarpenter
95853 Jamescarpenter è un asteroide della fascia principale. Scoperto nel 2003, presenta un'orbita caratterizzata da un semiasse maggiore pari a 2,4313898 UA e da un'eccentricità di 0,0784022, inclinata di 6,92226° rispetto all'eclittica.